# バハイ共同体
バハイ共同体（バハイきょうどうたい、Baha'i Community）とは、バハイ教徒やその活動を指す呼称として使用される名称。

## 解説
バハイとは、宗派を持たない独立した宗教を指す言葉であり、また、その教えに従う人々、つまりバハイ教徒を指す言葉としても使われる。
バハイ信教は宗教ではあるが、聖職者、つまり聖句を解釈し教えることを職業とするものを置いてはならないという教えに基づき、信徒は全て自ら聖典を読み、解釈し、教訓を見出し、生活に適用するよう奨励される。そのため、礼拝の場も小規模に個人宅で催されるものが多い。
それぞれの住む地域への貢献やコミュニティ（共同体）づくりに活動の中心が置かれているため、信者やその活動を指す呼称として「バハイ共同体」という名称が使用されることが一般的である。
万国正義院と呼ばれるバハイ信教の世界本部はイスラエルのアッカ・ハイファ地域にあり、バハイの精神的、また行政的な中心地となっている。
また、ハイファのカルメル山にあるバブの廟（埋葬地）とアッカにあるバハオラの廟（埋葬地）を含むハイファ及び西ガリラヤ地方のバハイ聖地群は、ユネスコの世界遺産にも指定されており、バハイにとって、地上での最も聖なる場所とされる。
バハイ信教の教義の中心となる経典を執筆したバハオラは、世界の主要な宗教の教祖（クリシュナ、仏陀、ゾロアスター、アブラハム、モーゼ、キリスト、モハメットなど）は、それぞれその時代の人類の発達の段階に適した教えと法により人類を教育するために同じ1つの神から遣わされた聖なる教育者であるとその著書の中で説いている。
世界文明のための原則・法・制度についての明確な指針が説かれ、その主なものは以下のとおりである：
- すべての形の偏見を放棄すること。
- 男女の平等。
- 世界の偉大な宗教が同じ源から発し、本質的に同じであること。
- 極度の貧困と富を除去すること。
- 世界的に義務教育を施すこと。
- 人間ひとりひとりが、独自に真理を捜し求める責任があること。
- 集団的安全保障の原則に基づく世界の連邦制度を確立すること。
- 宗教は論理や科学知識と調和するものであること。

その理念を追求するため、バハイ共同体はバハイ国際共同体という名称で国連にもオフィスを置き活発に国際協力活動をしている。
バハイ共同体が世界で推進している学校・村の公衆衛生、医療活動・環境などの分野における何千ものバハイ社会経済発展プロジェクトは、多くは小規模、もしくは草の根レベルの活動であることが特徴の一つである。